# Chiesa di San Magno (Montalcinello)
La chiesa di San Magno è una chiesa cattolica situata a Montalcinello, nel comune di Chiusdino.

## Storia e descrizione
La costruzione dell'edificio risalirebbe al 1290 per volere del vescovo di Volterra Ranieri degli Ubertini. Molti sono stati gli interventi che si sono susseguiti nel corso dei secoli, dal rifacimento del tetto nel 1477 al restauro del campanile nel 1550. I gravi danni provocati dalla seconda guerra mondiale causarono una lunga chiusura della chiesa fino alla realizzazione dei lavori di ripristino, avviati negli anni settanta del XX secolo.
Nel 1988 fu collocato nella lunetta sopra il portale un bassorilievo in terracotta. La facciata, col coronamento a capanna, è in grosse bozze di pietra e il paramento della parete laterale sinistra, con le molteplici sovrapposizioni di materiali, conferma la serie di interventi succedutisi nei secoli.